# Mühlenflürchen
Mühlenflürchen ist ein räumlich abgegrenzter Teil des Ortsbezirks Daufenbach der Ortsgemeinde Zemmer im Landkreis Trier-Saarburg von Rheinland-Pfalz.

## Geographie
Der Siedlungsteil liegt etwa ein Kilometer flussabwärts vom Hauptteil Daufenbachs ebenfalls im Tal der Kyll. Oberhalb mündet der Schleidweiler Bach, unterhalb der Winterbach in den Fluss ein. Dort befand sich einst die heutige Wüstung Winterbach.
Mit der Straße Im Mühlenflürchen bilden die Wohnplätze Deimlinger Mühle und Mühlenberg eine zusammenhängende Ansiedlung.
Eine Brücke über die Kyll in Höhe der Deimlinger Mühle wurde im Juli 2021 bei einem extremen Hochwasser zerstört.
Nachbarorte sind neben Daufenbach im Norden die weiteren Zemmerer Ortsbezirke Schleidweiler im Nordosten und Rodt im Osten, sowie die Ortsgemeinde Kordel im Süden und der Welschbilliger Ortsteil Hofweiler im Westen.

## Geschichte
Die Deimlinger Mühle gehörte im Mittelalter zum Besitz des Trierer Klosters St. Irminen. Die Wassermühle wurde zu einem Sägewerk umgebaut, das in den 1970er Jahren den Betrieb einstellte.
Am 17. März 1974 wurde die bis zu diesem Zeitpunkt selbstständige Gemeinde Schleidweiler-Rodt einschließlich Daufenbach nach Zemmer eingemeindet.

## Verkehr und Infrastruktur
Die hier parallel zur Kyll verlaufende Landesstraße 43 trennt zusammen mit der Eifelstrecke der Bahn die näher an der Kyll liegende Deimlinger Mühle von den beiden anderen Wohnplätzen.
Auch der Kyll-Radweg und die 14. Etappe des Eifelsteigs führen am Mühlenflürchen vorbei.